# 龙潭镇 (渠县)
龙潭镇，原为龙潭乡，是中华人民共和国四川省达州市渠县曾经下辖的一个镇。2019年12月，撤销龙潭镇，将其所属行政区域划归临巴镇管辖。

## 行政区划
龙潭镇撤销前下辖以下地区：
龙潭村、群乐村、大峡村、文星村、宕渠村、双龙村、老龙村、龙寨村和团石村。